# Fall Back Down
Fall Back Down è un singolo del gruppo punk rock statunitense Rancid, pubblicato nel 2003 ed estratto dall'album Indestructible.
Il brano è stato scritto da Tim Armstrong e Lars Frederiksen.
La musicista Lights ha inciso una cover del brano, inserita nel suo EP del 2010 intitolato "coustic".

## Tracce
- CD

1. Fall Back Down – 3:44
2. Killing Zone – 2:39
3. Stranded – 2:24